# Uloborus plumipes javanus
Uloborus plumipes là một phân loài nhện trong họ Uloboridae.
Loài này thuộc chi Uloborus. Uloborus plumipes javanus được Wladislaus Kulczynski miêu tả năm 1908.

## Hình ảnh

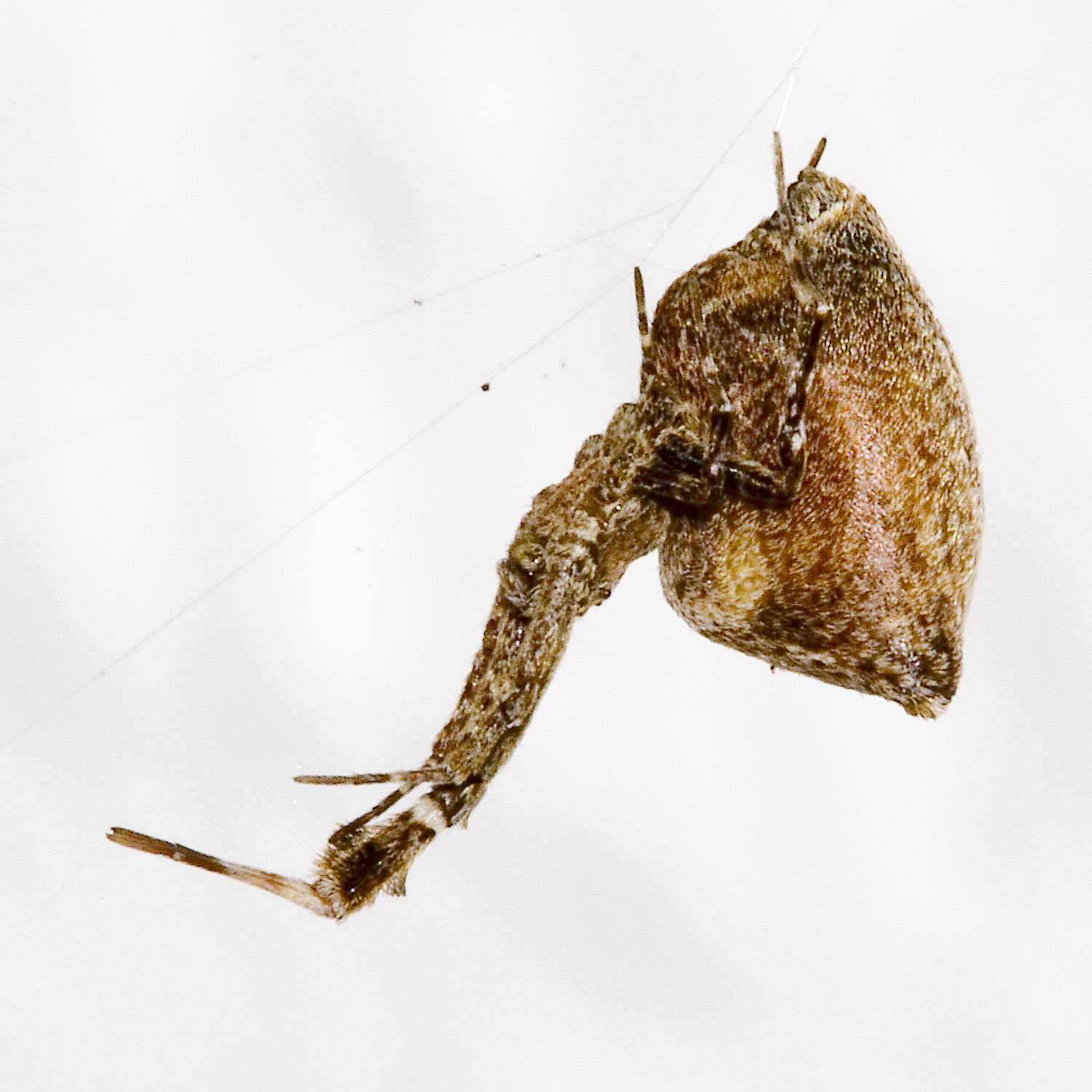
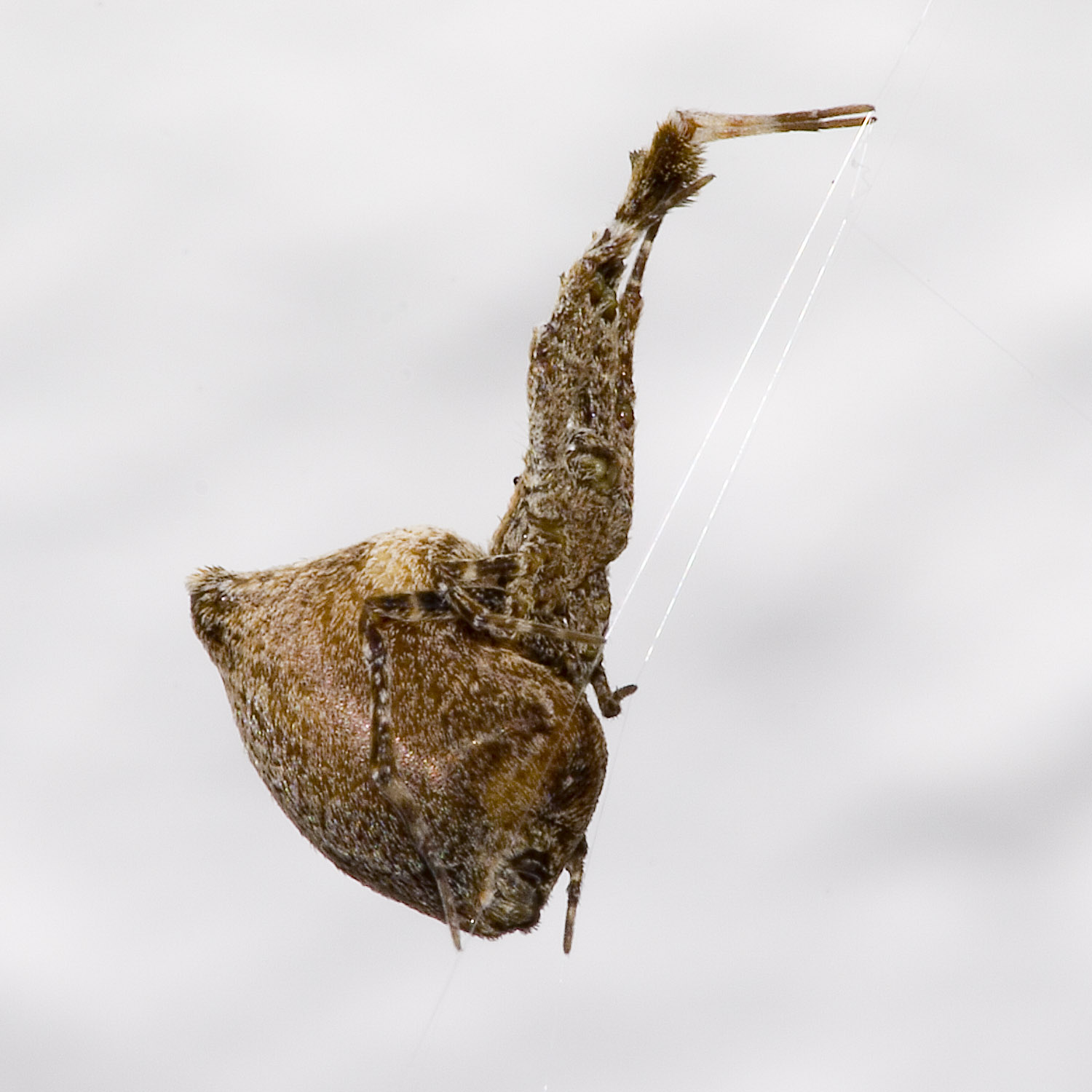
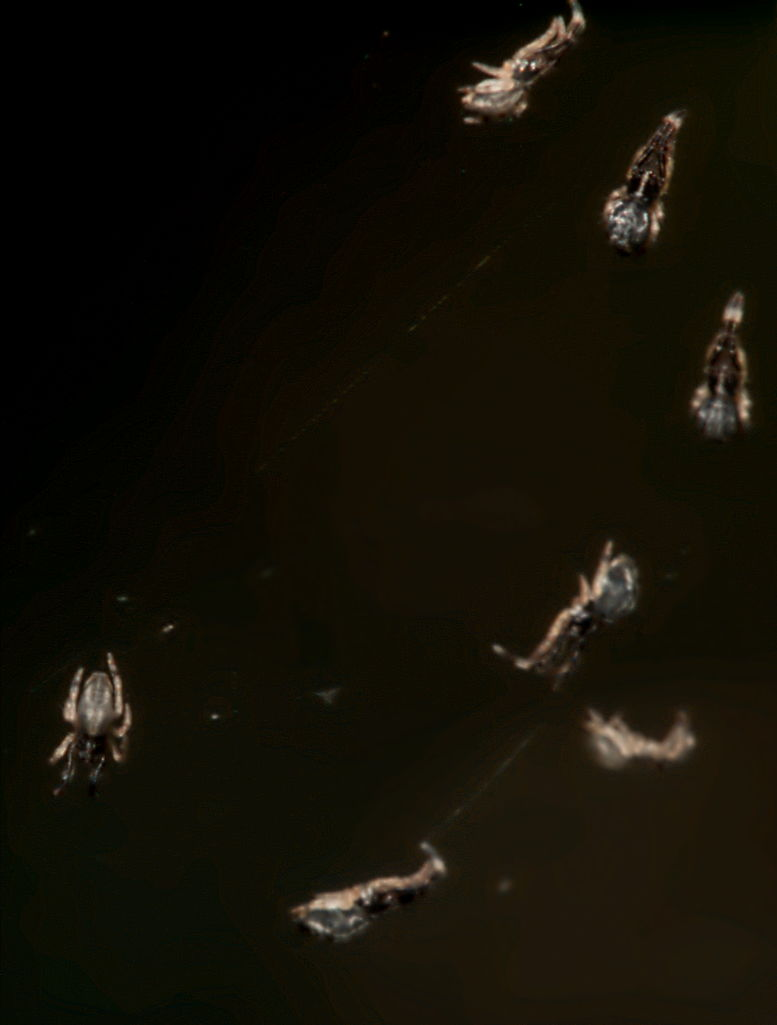
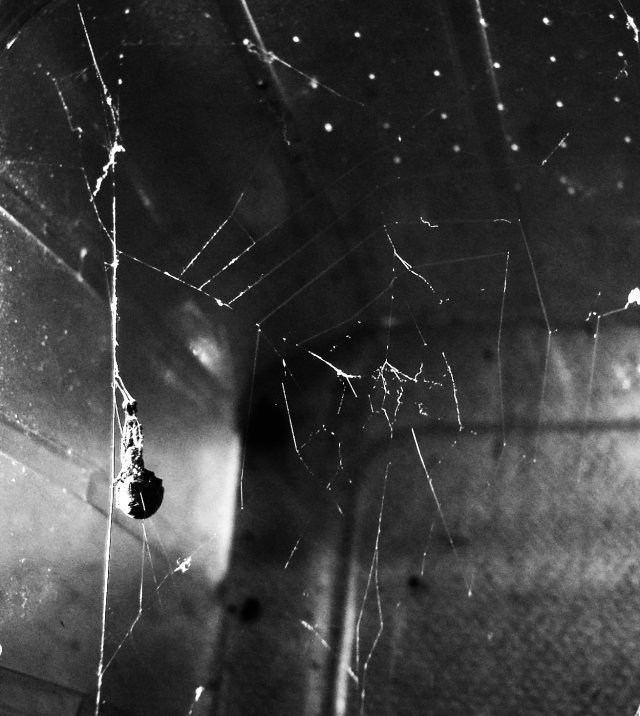